# Anatolij Mošiašvili
Anatolij Mošiašvili (11. března 1950 – 14. srpna 2018) byl sovětský atlet gruzínské národnosti, běžec, sprinter a překážkář.

## Sportovní kariéra
Na evropských juniorských hrách v srpnu 1968 vybojoval bronzovou medaili v běhu na 110 metrů překážek. Mezi dospělými získal čtvrté místo v této disciplíně na evropském šampionátu v Helsinkách v roce 1971 a třetí místo na 50 metrů překážek na halovém mistrovství Evropy o rok později. Jeho největším úspěchem byl titul halového mistra Evropy v běhu na 60 metrů překážek v roce 1974.